# Matines de Noël
Les matines sont une heure de l'office divin qui corresponde à ce qu'on appelle depuis le Concile Vatican II l'office des lectures.

## Description
Comme première heure de l'office divin, les matines (ou l'office des lectures) commencent ainsi :
- Verset : Domine, labia mea aperies ; Répons : Et os meum annuntiabit laudem tuam.
- Verset : Deus in adiutorium meum intende ; Répons : Domine, ad adiuvandum me festina.
- Gloria Patri, et Filio, et Spiritui Sancto. Sicut erat in principio, et nunc, et semper, et in saecular saeculorum. Amen. Alleluia.

L'invitatoire suit, qui à l'occasion de Noël est : Christus natus est nobis. * Venite, adoremus. On le dit deux fois intégralement avant la récitation du Psaume 94, et puis, après chaque verset, tour à tour ou intégralement ou en répétant la seconde partie (Venite, adoremus).
Après on chante ou on récite l'hymne : Iesu, Redempptor omnium.
Les matines des grandes fêtes ont trois nocturnes : par exemple, le 1er nocturne des matines de Noël :
- Psaume 2
- Psaume 18
- Psaume 44
- Trois leçons tirées du prophète Isaïe, après chaque leçon un répons

Ceux-ci sont les mêmes psaumes de l'office des lectures de Noël, qui n'est pas divisé en trois nocturnes, mais qui a les leçons plus longues.
On conclut l'office par le chant du Te Deum.

## Traditions locales
En certains lieux on célèbre les matines un peu de temps avant la messe de minuit, souvent en chantant publiquement seulement le premier nocturne.
Après les matines, il y a une pause d'une durée variable jusqu'au chant de "Minuit chrétiens" ou tout autre identique qui se rapporte à la Nativité, l'on sonne les cloches à toute volée, l'on porte solennellement l'Enfant-Jésus dans la crèche; puis se déroule la messe de minuit.